# João Olivir Gabardo
João Olivir Gabardo (União da Vitória, 19 de novembro de 1931) é um geógrafo, advogado, professor e político brasileiro filiado ao Partido da Social Democracia Brasileira (PSDB).

## Vida pessoal
Filho de João Gabardo Netto e Helena Gabardo Rocha, nasceu no município de União da Vitória em 1931. Mudou-se para Curitiba para concluir seus estudos e envolveu-se com os movimentos estudantis, sendo eleito presidente do grêmio estudantil do Colégio Estadual do Paraná. Casou-se com Maria Luci Lollato, com quem teve cinco filhos.

## Formação acadêmica e carreira profissional
Cursou Licenciatura em Geografia, na Universidade Católica de Curitiba, onde presidiu o centro acadêmico de filosofia. Formou-se em 1959. Também fez bacharel em Ciências Jurídicas e Sociais, pela Universidade Federal do Paraná, em Curitiba, formando-se em 1960, tornando-se advogado logo em seguida.
Tornou-se professor da Faculdade Estadual de Filosofia, Ciências e Letras de Londrina, atual Universidade Estadual de Londrina. Em 1970 assumiu o cargo de diretor.

## Carreira política
Foi vereador eleito em Londrina em 1962, com mandato de 1963 a 1968 pelo Partido Democrata Cristão (PDC). Em 1966 se candidatou a deputado estadual, ficando na suplência, sendo que, assumiu como deputado estadual em 1969, ficando até 1970.
Em 1971 assume pelo Partido do Movimento Democrático Brasileiro (PMDB) o cargo de deputado federal pelo Paraná, ficando até 1983. Renunciou ao mandato de deputado federal, na Legislatura de 1983-1987, por ter sido nomeado membro Conselheiro do Tribunal de Contas do Estado do Paraná, em 31 de julho de 1984, assumindo a vaga o deputado Celso da Costa Sabóia.
Foi ouvidor-geral do estado do Paraná de 1991 a 1993, durante o governo de Roberto Requião, e no ano seguinte, já no governo de Mário Pereira, tornou-se secretário de Educação.
Em 1997, filiou-se ao Partido da Social Democracia Brasileira (PSDB) e em 1998 foi eleito senador suplente de Álvaro Dias para a 51ª legislatura, assumindo o cargo no afastamento do titular.